# Adolf Drolc
Adolf Drolc, slovenski zdravnik, * 28. junij 1914, Zagorje ob Savi, † 1. april 1985, Maribor.

## Življenje in delo
Adolf Drolc zdravnik specialist socialne medicine je diplomiral 1946 na beograjski medicinski fakulteti in 1962 končal specializacijo iz socialne medicine in organizacije zdravstvene službe na univerzi v Minnesoti. Kot direktor Zdravstvenega doma Maribor (1957-1976) je združil vso zunajbolnišnično zdravstveno varstvo na območju mariborskih občin, Slovenske Bistrice in Lenarta v Slovenskih goricah, uvedel v vseh dejavnostih dispanzersko delo, z ustanavljanjem zdravstvenih postaj po vsem območju pa zagotovil dostop do primarne zdravstvene službe vsem prebivalcem. Uvedene metode dela so postale model organizacije zdravstva za vso Slovenijo. Po njem je poimenovan Zdravstveni dom dr. Adolfa Drolca Maribor.